# Franz Pfemfert
Franz Pfemfert (Gizycko, 20 novembre 1879 – Città del Messico, 26 maggio 1954) è stato un editore, giornalista e politico tedesco.

## Biografia
Visse a Berlino fino al 1933, quando fu costretto a esiliare per via dell'avvento del nazionalsocialismo, riparando così in Cecoslovacchia, Francia, Stati Uniti e infine Messico. Dopo gli studi da autodidatta, frequentò l'ambiente anarchico e nel 1910 divenne redattore del Der Demokrat.
Nel 1911 fondò il settimanale politico-letterario Die Aktion, promotore di tutte le avanguardie e rivoluzioni artistiche, letterarie e sociali. La rivista raccoglieva attorno a sé tutti gli intellettuali e artisti di sinistra, soprattutto espressionisti. Negli anni 1917-1918 Pfemfert organizzò diverse mostre dell'Aktionskünstler e pubblicò al riguardo svariati Künstler-Sonderhefte.
Nel 1915 contribuì a fondare il Partito Antinazionalsocialista (ASP), poi appoggiò la Lega di Spartaco e il Partito Comunista di Germania. Dopo aver fatto parte brevemente del Partito Comunista Operaio di Germania, sostenne l'Unione generale dei lavoratori e si allineò alle idee trockiste.